# معركة إيدجهيل
معركة إيدجهيل (أو إيدج هيل): هي معركة ضارية في الحرب الأهلية الإنجليزية الأولى. وقعت بالقرب من إيدج هيل وكينيتن في جنوب وارويكشاير يوم الأحد، 23 أكتوبر 1642.
انهارت جميع محاولات التسوية الدستورية بين الملك تشارلز والبرلمان في وقت مبكر من عام 1642. حشد كل من الملك والبرلمان جيوشًا كبيرةً لشق طريقهما بقوة السلاح. قرر الملك في أكتوبر، أثناء وجوده في قاعدته المؤقتة بالقرب من شروزبري، الزحف نحو لندن من أجل فرض مواجهة حاسمة مع جيش البرلمان الرئيس الذي قاده إيرل إسكس.
في وقت متأخر من 22 أكتوبر، لاحظ كلا الجيشان اقتراب العدو بشكل غير متوقع. نزل الجيش الملكي في اليوم التالي من إيدج هيل لفرض معركة على خصمه إذ شن الملكيون هجومهم بعد أن فتحت المدفعية البرلمانية نيرانها. تألف كلا الجيشان من قوات عديمة الخبرة وغير مجهزة في بعض الأحيان. هرب العديد من الرجال من الجانبين أو سقطوا أثناء نهبهم حقائب العدو، ولم يتمكن أي من الجيشين من الحصول على أفضلية حاسمة.
استأنف الملك زحفه إلى لندن بعد المعركة، لكنه لم يكن قويًا بما فيه يكفي للتغلب على الميليشيات المدافعة قبل وصول تعزيزات جيش إسكس. حالت النتيجة غير الحاسمة لمعركة إيدجهيل دون حصول أي فصيل على نصر سريع في الحرب التي استمرت في النهاية أربع سنوات.

## نظرة عامة
غادر الملك تشارلز الأول لندن في 2 مارس 1642 متجهًا إلى شمال إنجلترا عندما تبينت له استحالة التوصل إلى اتفاق مع البرلمان بشأن حكم المملكة. أدرك كل من البرلمان والملك أن النزاع المسلح أمر لا مفر منه، وبدأوا بالتحضير لحشد القوات. سنّ البرلمان قانون الميليشيات، الذي طالب بموجبه بالسلطة على سرايا الترينباند في البلاد، بينما رفض تشارلز من عاصمته المؤقتة في يورك المقترحات التسعة عشر للبرلمان وأقر تفويضًا للتعبئة، وأمر اللورد الملازم في كل مقاطعة بتشكيل قوات ملكية.
حاول الملك بعدها الاستيلاء على ميناء كينغستون أبون هال الذي ضم الأسلحة والمعدات التي جُمعت من أجل حروب الأساقفة. تحدت الحامية البرلمانية في حصار هال سلطة الملك، وقادت قواته بعيدًا عن المدينة. انتقل الملك جنوبًا في أوائل شهر أغسطس، بالتحديد إلى لينكولن وليستر، حيث أمّن محتويات المستودعات المحلية. اتخذ الملك في 22 أغسطس خطوةً حاسمةً برفع العلم الملكي في نوتنغهام، حيث أعلن الحرب على البرلمان فعليًا. كانت منطقة ميدلاندز أو الأراضي الوسطى عمومًا مؤيدةً للجانب البرلماني ومتعاطفةً معه، وناصر عدد قليل من الناس الملك هناك، لذا بعد أن أمّنت قواته مرةً أخرى الأسلحة والمعدات الخاصة بالعصابات المحلية المدربة، انتقل تشارلز إلى تشيستر وشروزبري من بعدها، حيث كان من المتوقع انضمام أعداد كبيرة من المجندين من ويلز والحدود الويلزية. (بحلول ذلك الوقت، سادت حالة من الصراع في كل جزء من إنجلترا تقريبًا، إذ حاول القادة المحليون الاستيلاء على المدن الرئيسة والموانئ والقلاع لصالح فصائلهم).
بعد علمه بتحركات الملك في نوتنغهام، أرسل البرلمان جيشه شمالًا تحت قيادة إيرل إسكس لمواجهة الملك. اتجه إسكس أولاً إلى نورثهامبتون، حيث حشد ما يقارب 20000 رجل. سار إلى الشمال الغربي نحو وورسستر بعد علمه بتحرك الملك غربًا. وقع أول اشتباك بين الجيشين الرئيسين الملكي والبرلماني في 23 سبتمبر، إذ دحر سلاح الفرسان الملكي بقيادة الأمير روبرت من الراين سلاح الفرسان التابع لطليعة جيش إسكس في معركة جسر بويك. تخلى الملكيون عن وورسستر على الرغم من انتصارهم بسبب نقص المشاة.